# USS Blue Ridge (LCC-19)

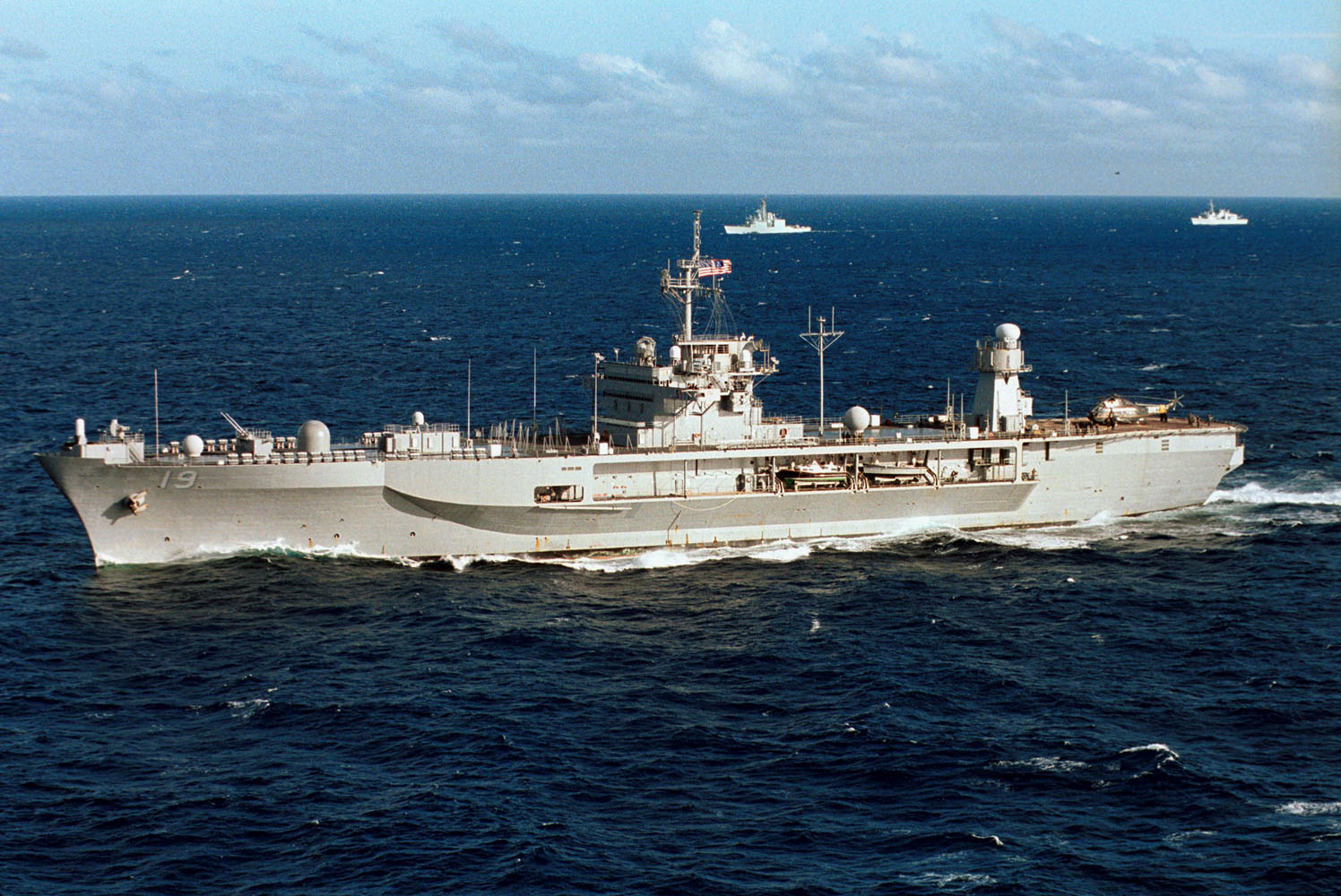
Soái hạm USS Blue Ridge (LCC-19)

USS Blue Ridge (LCC-19) bắt đầu thiết kế năm 1964, khởi đóng vào năm 1967, hạ thủy năm 1969 và đến tháng 11 năm 1970 chính thức được bàn giao cho lực lượng hải quân, hiện nay cảng mẹ của LCC-19 là Yokosuka, Nhật Bản - nơi đặt trụ sở của Bộ tư lệnh Hạm đội 7 Mỹ. Từ tháng 10/1979, LCC-19 chính thức sử dụng cảng mẹ là Yokosuka – Nhật Bản và trở thành tàu chỉ huy của Hạm đội 7 Mỹ.

## Tham số chính
- Lượng giãn nước: 19.609 tấn.
- Kích thước: Chiều dài: 194m; chiều rộng: 32,9m; mớn nước: 8,8m
- Động cơ: 1 động cơ turbin, 2 nồi hơi công suất động cơ: 16,4MW, hệ thống động lực đơn trục đẩy.
- Tốc độ: Vận tốc tối đa 23 hải lý/h, tốc độ tuần hành: 16 hải lý/h
- Tầm hoạt động: 13.000 hải lý (23.400 km)
- Số tàu cùng chủng loại: 2 chiếc (hiện đều đang sử dụng, chiếc còn lại là LCC-20 "Mount Whitney").
- Tổng số nhân viên: tối đa vận chuyển 1173 người (52 sĩ quan chỉ huy), với 200 buồng ngủ.
- Vũ khí: Do là tàu chỉ huy đổ bộ nên tàu không trang bị hệ thống vũ khí gì đáng kể, bao gồm 1 trực thăng vận tải hạng nặng CH-53 "Super Stallions"; hoặc có thể 2 chiếc trực thăng SH-60 Seahawk (trước đây là trực thăng chống ngầm SH-3G); 2 hệ thống pháo phòng không tầm gần Mk-15 Phalanx 20mm; 4 pháo hạm Bushmaster 25 mm, 8 súng máy phòng không 12,7 mm.
- Hệ thống tác chiến điện tử:

4 cụm phóng Mk-36 (mỗi cụm 6 ống phóng) tên lửa nhử mồi SRBOC.
Hệ thống nhử mồi ngư lôi kiểu mảng kéo SLQ-25 "Undine".
Hệ thống mục tiêu giả, gây nhiễu, cảnh báo sớm sử dụng radar tổ hợp SLQ-32 (V)3.
- Hệ thống chỉ huy, kiểm soát:

Hệ thống thông tin chỉ huy liên hợp trên biển (JMCIS2.2); hệ thống kiểm soát trên không phản ứnh nhanh thời chiến; hệ thống thông tin số liệu Link 4A, Link 11, Link 14; hệ thống thông tin sóng cực ngắn WSC-3 (UHF), hệ thống thông tin vệ tinh WSC-6 (SHF), USC-38 (EHF).